# Obszar ochrony ścisłej Roztoka
Roztoka – obszar ochrony ścisłej o powierzchni 9,00 ha położony w południowej części Kampinoskiego Parku Narodowego.

## Charakterystyka
W 1949 utworzono na tym terenie rezerwat przyrody, natomiast w 1959 przekształcił się on w obszar ochrony ścisłej (w związku z powołaniem parku narodowego). Leży kilkaset metrów na południe od miejscowości Roztoka i na zachód od Kanału Zaborowskiego. W pobliżu przebiega  Południowy Szlak Leśny, nieco na północ zaś  Główny Szlak Puszczy Kampinoskiej. Zlokalizowano tu parking dla turystów i pole biwakowe. Przy kanale położone są ponad 200-letnie Roztockie Dęby, zaś sam ciek jest pozostawiony dziko i udostępniony bobrom.

## Przyroda
Obszar ochrony ścisłej obejmuje okazy wiśni kwaśnej, występującej tu na północnym skraju zasięgu (jako jedno z trzech stanowisk w kraju). W 2002 z rezerwatu wyłączono część o powierzchni 0,98 ha do ochrony czynnej. Dominuje tu dąbrowa świetlista, zaś wśród roślin występują m.in. pięciornik biały, jaskier wieloowockowy, dzwonek brzoskwiniolistny, lilia złotogłów, kłosownica pierzasta, paprotka zwyczajna i cis.

## Galeria

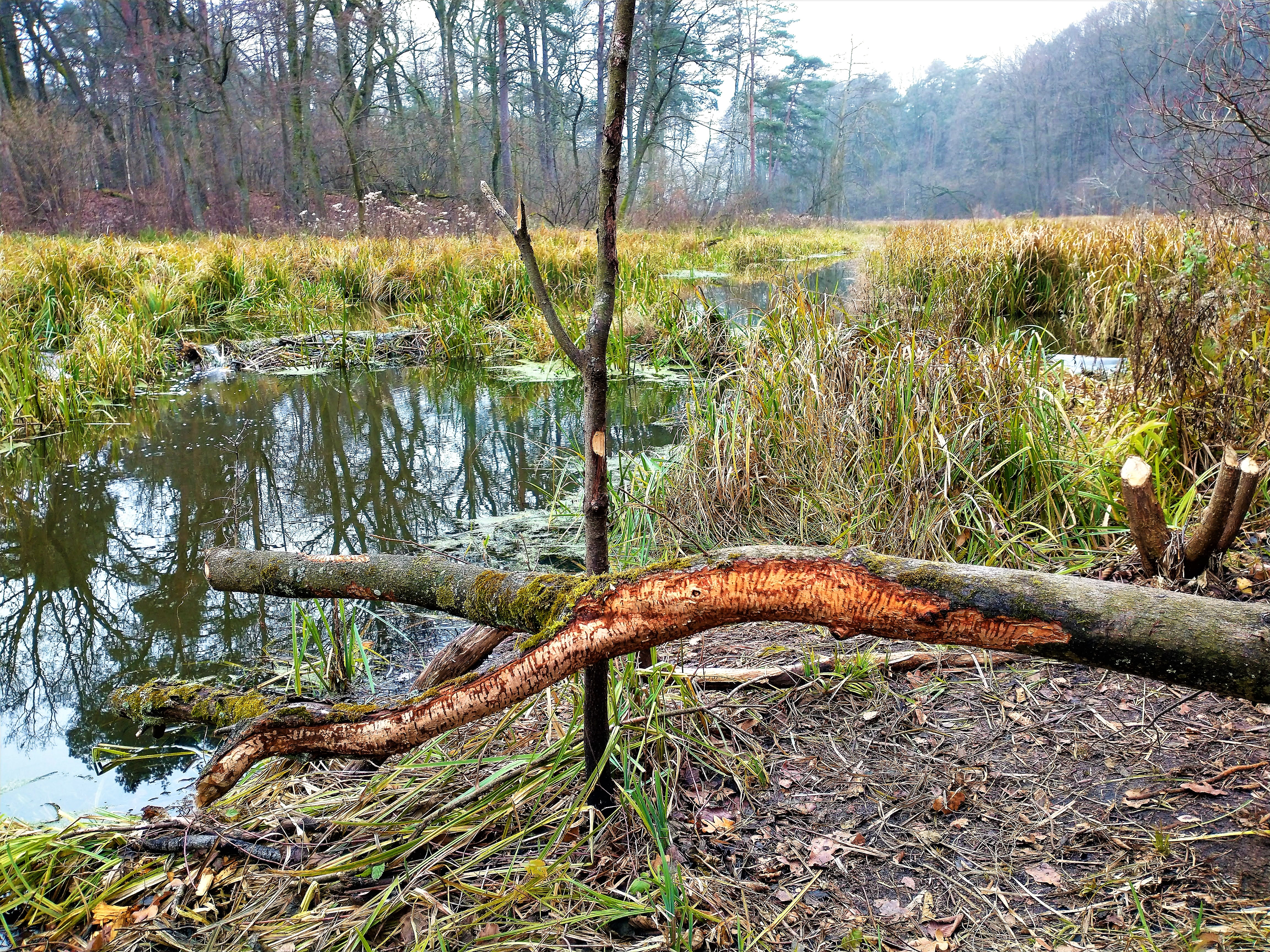
Widok zza Kanału Zaborowskiego
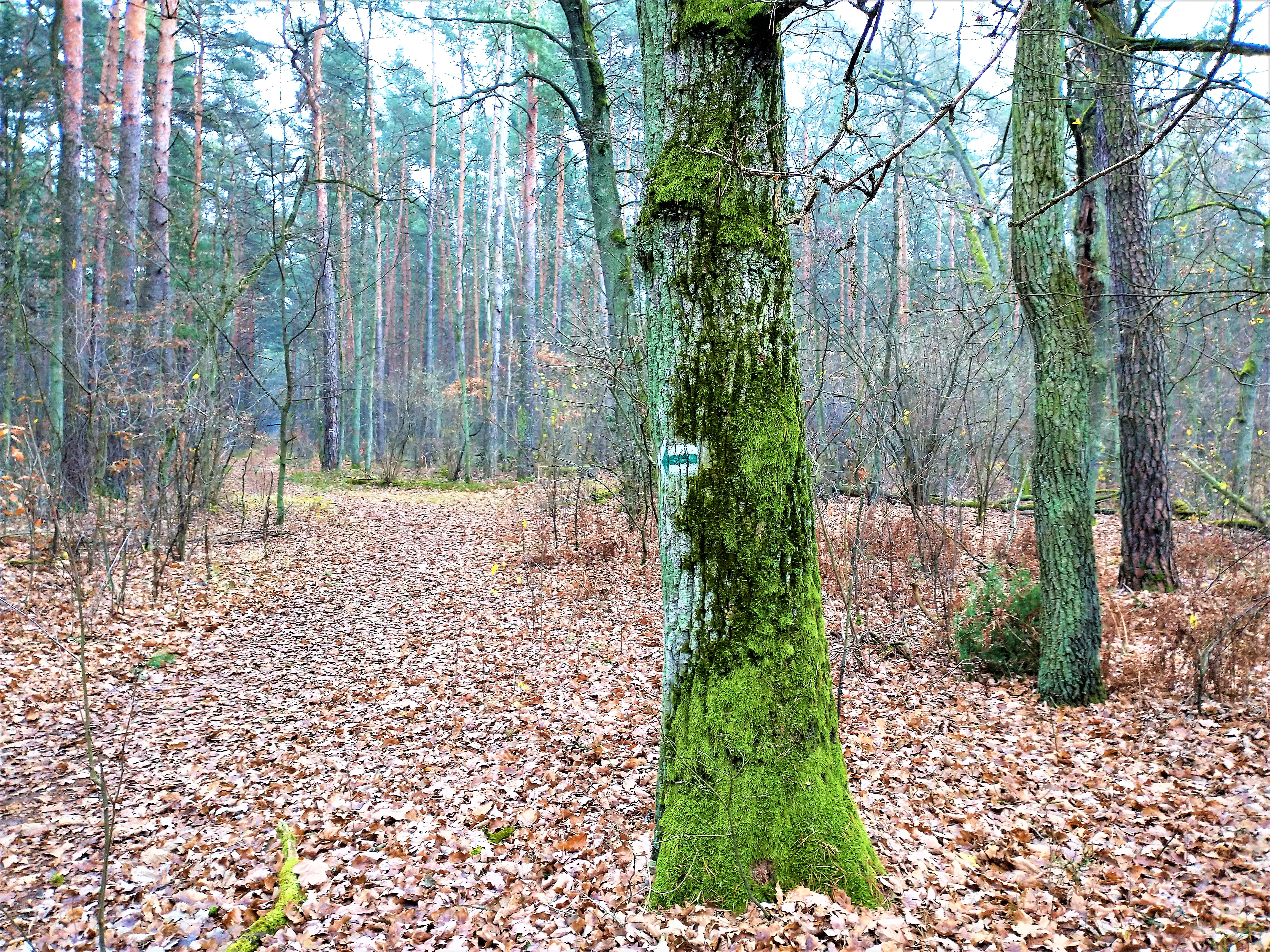
Fragment Obszaru